# Journée mondiale de la liberté de la presse
L'Assemblée générale des Nations unies a proclamé le 3 mai Journée mondiale de liberté de la presse,, ou tout simplement Journée mondiale de la presse, pour sensibiliser à l'importance de la liberté de la presse et rappeler aux gouvernements leur obligation de respecter et faire respecter le droit de liberté d'expression consacré par l'article 19 de la Déclaration universelle des droits de l'homme et marquant l'anniversaire de la Déclaration de Windhoek, une déclaration des principes de liberté de la presse mis en place par des journalistes de presse africains écrite en 1991. En ce jour, le Prix mondial de la liberté de la presse est aussi remis.
L'Unesco a attribué jeudi 2 mai 2024 son Prix mondial de la liberté de la presse à l'ensemble des journalistes palestiniens couvrant Gaza.
Selon le Comité de protection des journalistes (CPJ), une association basée à New York, au moins 97 journalistes et salariés de médias ont été tués depuis le début de la guerre le 7 octobre entre Israël et le Hamas.